# السياحة في كندا

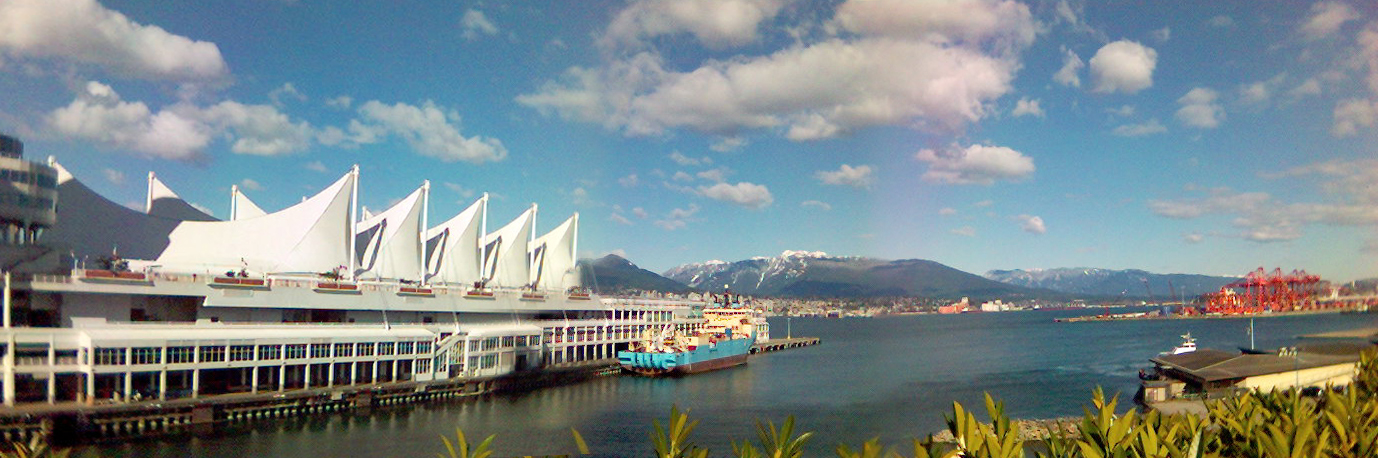
شاطئ كندا عند مدخل بورارد.

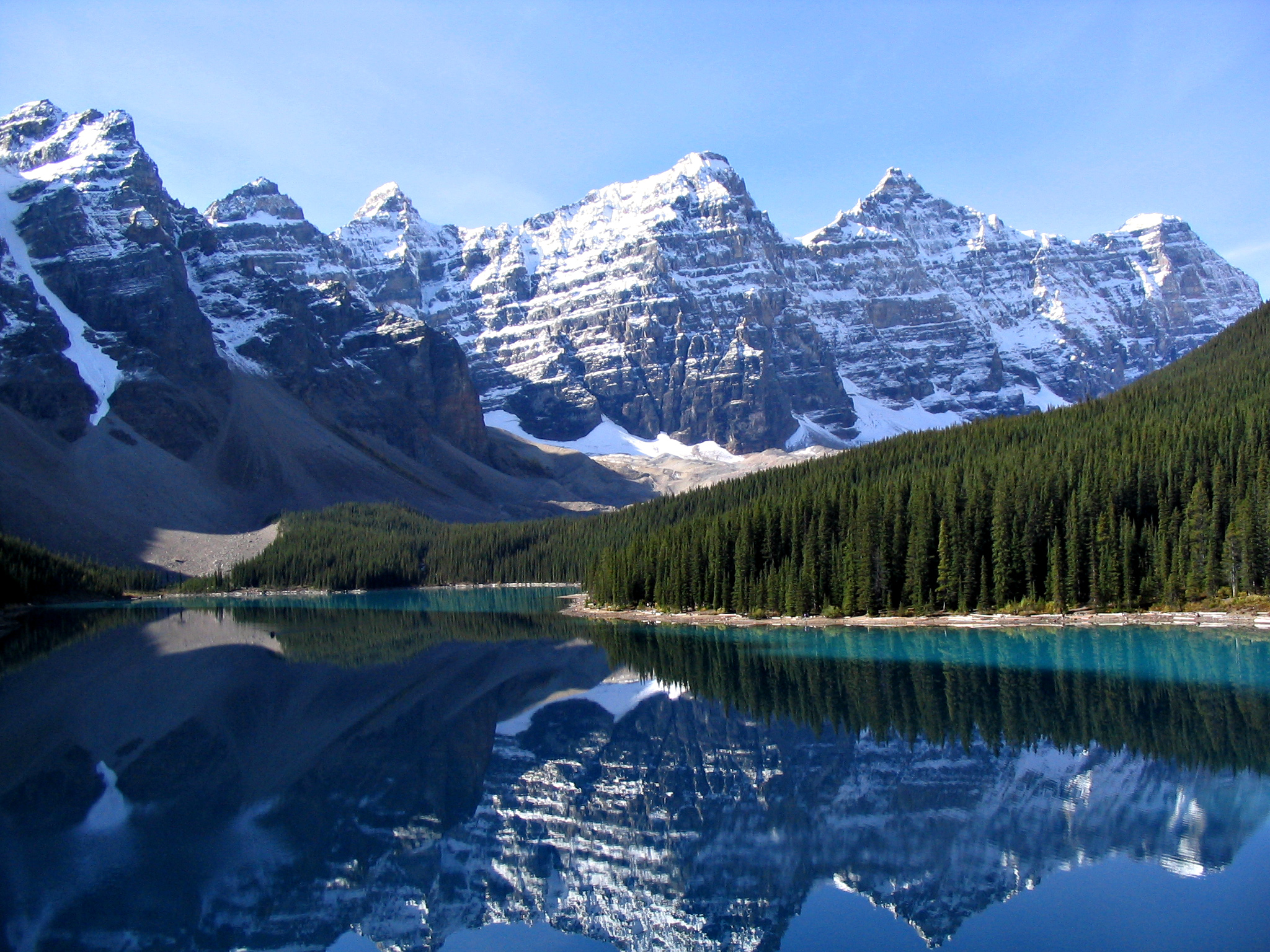
بحيرة مورين ووادي القمم العشر

السياحة في كندا تعد من المصادر الاقتصادية المهمة في اقتصاد كندا. وتعد كندا ثاني أكبر دولة في العالم من حيث المساحة، وتتميز بتنوع جغرافي كبير يشمل الغابات والجبال والبحيرات والمناخ المتفاوت بين المناطق. تتركز السياحة بشكل رئيسي في المدن الأربع الكبرى: تورونتو، مونتريال، فانكوفر، وأوتاوا، ولكل مدينة منها طابع ثقافي مميز. كما تضم البلاد العديد من الحدائق الوطنية والمواقع التاريخية الوطنية.
في عام 2012، استقبلت كندا أكثر من 16 مليون سائح، وبلغت عائدات السياحة نحو 17.4 مليار دولار أمريكي. وتمثل السياحة حوالي 1% من الناتج المحلي الإجمالي الكندي، وتوفر أكثر من 309 آلاف فرصة عمل داخل البلاد.
تشتهر كندا بطبيعتها المتنوعة التي تشمل الجبال الشاهقة، والأنهار الواسعة، والبحيرات العديدة، إلى جانب المنتزهات الوطنية التي تستقطب الزوار من مختلف أنحاء العالم. وتعد بعض البحيرات النائية في كندا محط اهتمام خاص بسبب أسمائها الفريدة، مثل بحيرة الضحك (كندا) التي تقع في أونتاريو.

## المناطق السياحية
وتعد كندا من أكثر البلدان وضوحا في العالم.إن البلد السحري الذي يريده الرفاق أن يعودوا مرة أخرى، والذين لا يهتمون، والأماكن التي يهتمون بها لأنهم سمعوا بعض الأشياء عن ذلك.شلالات نياغارا الشهيرة في أونتاريو، والجمال المذهل للساحل الغربي، جبال روكي، الأكثر جمالا من عدد لا يحصى من الجبال وتشتهر جمالها لافتة للنظر، وحديقة بانف الوطنية في ألبرتا، سكان جميلة من مانيتوبا تشرشل، الأضواء الشمالية هي مجرد عدد قليل من الميزات التي تجعل كندا وجهة فريدة من نوعها. لا تزال هناك قمم الجبال أونليمبد في كندا مع العشرات من عجائب الطبيعة حراسة بعناية.في هوبويل روكس، حيث يعيش أطول الناس في العالم المد والجزر، فمن الممكن لمراقبة الحياة الغواصات وتشكيلات الصخور مثيرة للاهتمام معا. من ناحية أخرى، لديك فرصة لتأتي عبر الجمال الطبيعي الرائع في كندا، وكلها من المدن الكبيرة في كندا، والعالم كله.بالنسبة لأولئك منا الذين يحترمون مجتمع حر وديمقراطي، قيمة قضاء الوقت في كندا لا تقدر بثمن.وسواء كان العالم واحدا من أفضل 10 بلدان تتمتع بأعلى مستويات المعيشة، أو انخفاض معدل الجريمة، أو نظام تعليمي عالي الجودة، أو خدمة صحية يسهل على الجميع الوصول إليها، فإن كندا هي أحد الأسباب الأخرى التي تجعل من إحدى البلدان التي تزين أحلامنا.عندما نتحدث عن بلد، ناهيك عن المطبخ.إذا كان هذا الموضوع هو كندا، والمأكولات البحرية زبدة، لعبة الحيوانات، و «بوتين» الشهيرة، وفطائر الزبدة وشراب القيقب في البلاد بالطبع، سوف تأتي إلى أطباق مختلفة في أربع طرق مختلفة، يجب أن يكون الأذواق الأولى التي ينبغي ذكرها.
بعض المناطق في كندا هي أكثر أهمية بالنسبة الذواقة. نانايمو هو مثل تورونتو، أكبر مدينة في كولومبيا البريطانية وكندا.نانايمو بار، واحدة من الرموز الأكثر شهرة في كندا واسمه بعد نانيمو الخضراء المورقة على الساحل الغربي، لديها مكان خاص جدا في الثقافة الكندية مع حلوى الشوكولاته المصنوعة من الطهي وصفة خاصة للأجيال جنبا إلى جنب مع المستوطنين الأوروبيين التي يرجع تاريخها إلى مئات السنين.وهناك أيضا نشاط مثير للاهتمام للسياح. يمكن إيقاف المسارات التالية ل نانيمو بار تريل عن طريق التوقف في المطاعم لمحاولة تذوق الأذواق من نانايمو بار مارتيني، ونانايمو بار كيك كعك والنكهات من بار نانايمو، مثل الهراء.بريتيش كولومبيا تشتهر كندا 'الذهب السائل'؛ الحائز على جائزة النبيذ المصنوع من العنب التي لديها نكهة خاصة جدا مع «النبيذ الجليد».واحدة من أكثر المنتجات شعبية في طريق العودة إلى بلدان السياح هي هذه النبيذ الكندي الشهير.بسبب الطبيعة متعددة الثقافات، فمن الممكن أن تذوق قليلا من الغذاء في العالم في تورونتو.في كل مكان تقوم بتشغيل رأسك، طعم خاص من مختلف بلدان العالم في انتظاركم.
- منطقة المدينة القديمة تحت حماية اليونسكو، وتشتهر بهيكلتها التاريخية كيبيك، ونهر أونتاريو وبرج ن تورنتو، والمتاحف والمعارض الفنية من أوتاوا، وأصحاب رائعة من فانكوفر، مدينة مونتريال القديمة المحفوظة جيدا والشوارع الرائعة، نوفا سكوتيا بيجي's، التجويف، الجندي في البحرية، فنار، نيوبرونسويك's، فاندي، جزء رئيسي من مبنى، نيوفوندلاند's، الشارع، جون's، إشارة، أخفى، جزيرة الأمير إدوارد، جزيرة بافن، كلونديك، قومي، الموقع التاريخي، كثبان، كثبان، كثبان.[6] القائمة لا نهاية لها تقريبا.[7]

## جزيرة ميسكو
جزيرة ميسكو لديها جمال فريد مع الشواطئ التي لم يمسها. خلال الصيف العديد من المطربين الشهيرة ترافق الأصوات الجميلة من الأمواج.إن السياح القادمين إلى هنا مدهشون بالعروض الموسيقية الفريدة بفضل حفلات فوار ميسكو إت مورير التي أقيمت في منارة ميسكو.
- خليج فاندي -وهو مكان حيث يمكن رؤية أعلى المد والجزر في العالم.وينظر أفضل المد والجزر فاندي كوف في الصخرة هوبويل.وهناك أيضا مناطق التخييم والتسلق الصخري.
- فريدريكتون- الأخبار هي العاصمة وأكبر مدينة في ولاية برونزويك.وهي واحدة من المراكز الثقافية والفنية والتعليمية للدولة.العالم الشهير بيفر الفن معرض هنا.مهرجان الجاز والبلوز الحصاد يجذب العديد من الفنانين المحليين والدوليين كل عام.ويمكن رؤية نهر سانت جون بواسطة التجديف والتجديف.
- برج - البرج في تورونتو هو ثاني أعلى برج في العالم.هناك أكثر من 50 مطاعم في النادي الذي أصبح رمزا للمدينة.
- شدياق - ومن المعروف المدينة باسم «عاصمة جراد البحر».تستضيف المدينة مهرجان لوبستر كل شهر يوليو.في المدخل الغربي للمدينة تم العثور على تمثال «أكبر جراد البحر في العالم» وزنها 90 طنا.تقدم العديد من المطاعم في المدينة مجموعة واسعة من المأكولات البحرية.